# Zemletrjasenije
Zemletrjasenije (russisk: Землетрясение) er en russisk-armensk spillefilm fra 2016 af Sarik Andreasjan.

## Medvirkende
- Sebastien Sisak
- Sabina Akhmedova
- Konstantin Lavronenko som Konstantin Berezjnoj
- Artjom Bystrov
- Arsen Grigoryan